# Peter Turchin
Peter Valentinovich Turchin (em russo:  Пётр Валенти́нович Турчи́н; nascido em 1957) é um antropólogo evolucionário russo-americano, especializado em evolução cultural e cliodinâmica - modelagem matemática e análise estatística da dinâmica das sociedades históricas.  É professor da Universidade de Connecticut no Departamento de Ecologia e Biologia Evolutiva, bem como no Departamento de Antropologia e no Departamento de Matemática. Desde 2020, ele é um diretor do Evolution Institute. 

## Infância e educação
Peter Turchin nasceu em 1957 em Obninsk, Rússia, e em 1964 mudou-se com sua família para Moscou. Em 1975, se matriculou na Faculdade de Biologia da Universidade Estatal de Moscou e estudou lá até 1977, quando seu pai, o dissidente soviético Valentin Turchin, foi exilado da União Soviética. Em 1980, Turchin recebeu um BA (cum laude) em biologia pela New York University e, em 1985, um Ph.D. em zoologia pela Duke University. 

## Carreira

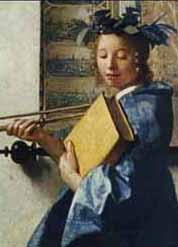
Clio—detalhe de A Alegoria da Pintura de Johannes Vermeer

Ao longo de sua carreira, Turchin fez contribuições em vários campos, como história econômica e dinâmica histórica. Ele é um dos fundadores da cliodinâmica, a disciplina científica na interseção da macrossociologia histórica, cliometria e modelagem matemática de processos sociais. Turchin desenvolveu uma teoria original explicando como grandes impérios históricos evoluem pelo mecanismo de seleção multinível.  Sua pesquisa sobre ciclos seculares  contribuiu para nossa compreensão do colapso de sociedades complexas, assim como sua reinterpretação da noção de asabiyya de ibne Caldune como "solidariedade coletiva".  
Um dos campos de pesquisa mais proeminentes de Turchin é seu estudo da hipótese de que a pressão populacional causa o aumento da guerra. Turchin, em colaboração com Korotayev, mostrou que resultados negativos não falsificam a hipótese de guerra populacional.  Além disso, eles demonstraram que as taxas de mudança das duas variáveis se comportam precisamente como previsto pela teoria: a taxa de mudança populacional é afetada negativamente pela intensidade da guerra, enquanto a taxa de mudança da guerra é positivamente afetada pela densidade populacional. 
Em 2010, Turchin publicou uma pesquisa usando 40 indicadores sociais combinados para prever que haveria agitação social mundial na década de 2020.   Posteriormente, citou o sucesso da campanha presidencial de Donald Trump em 2016 como evidência de que "as tendências negativas parecem estar se acelerando" e que houve um "colapso sem precedentes das normas sociais que governam o discurso civilizado".  Em 2020, Turchin e Jack Goldstone previram que a agitação política e cívica nos Estados Unidos continuaria independentemente do partido no poder até que um líder tomasse medidas para reduzir a desigualdade e melhorar os indicadores sociais monitorados em suas pesquisas. 